# Sparedrus bulgaricus
Sparedrus bulgaricus es una especie de coleóptero de la familia Oedemeridae.

## Distribución geográfica
Habita en Bulgaria.